# Yuya Hikichi
Yuya Hikichi (挽地 祐哉 Hikichi Yuya?, nacido el 2 de mayo de 1983 en Kagoshima) es un exfutbolista japonés. Jugaba de centrocampista y su último club fue el Zweigen Kanazawa de Japón.

## Trayectoria

### Clubes
| Club             | País  | Año         |
| ---------------- | ----- | ----------- |
| Júbilo Iwata     | Japón | 2002 - 2003 |
| Shonan Bellmare  | Japón | 2004        |
| Tokushima Vortis | Japón | 2005 - 2010 |
| Zweigen Kanazawa | Japón | 2011        |

## Palmarés

### Títulos nacionales
| Título             | Club         | País  | Año  |
| ------------------ | ------------ | ----- | ---- |
| J1 League          | Júbilo Iwata | Japón | 2002 |
| Copa del Emperador | Júbilo Iwata | Japón | 2003 |